# アンドロメダ (スウェーデンのバンド)
アンドロメダ（Andromeda）は、1999年に結成されたスウェーデンのプログレッシブ・メタル・バンド。現在、マサカー・レコード、レプリカ・レコード、アヴァロン/マーキーと契約している。そのスタイルは、強力なキーボードとテクニカルなドラムを打ち出している。このバンドは、David Frembergのボーカルでもよく知られている。
彼らは2011年の時点で5枚のアルバムとライブDVDを録音している。ファースト・アルバム『Extension of the Wish』には、2つのバージョンが存在する。オリジナルのレコーディングは、彼らの最初のボーカリストであったLawrence Mackroryをフィーチャーしている。2つ目のバージョンでは、インストゥルメンタル・トラックはすべて元のままだが、代わりのボーカリストとなったDavid Frembergによるボーカルとなっている。最新アルバム『Manifest Tyranny』は、2011年にリリースされた。

## メンバー

### 最新ラインナップ
- Johan Reinholdz - ギター (ノンイグジスト、Opus Atlantica、スカイファイヤーにも在籍)
- David Fremberg - ボーカル (Bloomにも在籍)
- Thomas Lejon - ドラム (アクトにも在籍、元Embraced、元Ominous)
- Martin Hedin - キーボード
- Linus "Mr. Gul" Abrahamson - ベース

### 旧メンバー
- Lawrence Mackrory - ボーカル (Seethingsにも在籍、元Darkane、Enemy Is Us)
- Gert Daun - ベース
- Fabian Gustavsson - ベース

## ディスコグラフィ

### スタジオ・アルバム
- Extension of the Wish (2001年、Century Media)
- 『トゥー・イズ・ワン』 - II=I (Two Is One) (2003年、Century Media)
- 『キメラ』 - Chimera (2006年、Massacre Records)
- 『ジ・イミュニティ・ゾーン』 - The Immunity Zone (2008年、Nightmare Records)
- Manifest Tyranny (2011年、Inner Wound Recordings)

### コンピレーション・アルバム
- Extension of the Wish - Final Extension (2004年)

### 映像作品
- Playing Off the Board (2007年、Metal Mind Productions) ※ライブDVD
- Live in Vietnam (2016年、Andromeda Rec.) ※ライブDVD